# Nikolaus von Myra
Koordinaten: 36° 16′ N, 29° 59′ O

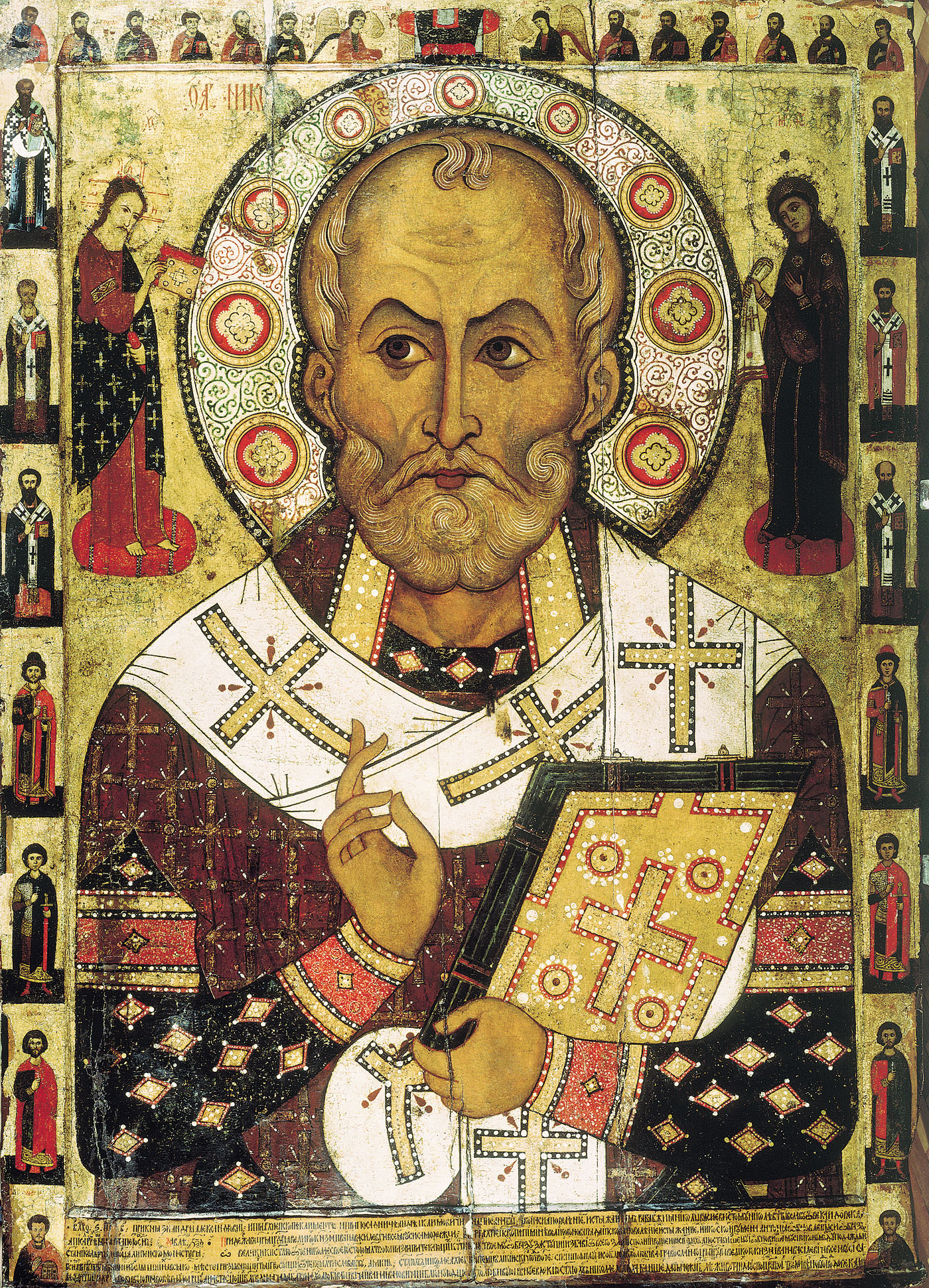
Nikolaus von Myra (russische Ikone von Aleksa Petrov, 1294, Museum Nowgorod)

Nikolaus von Myra (altgriechisch Νικόλαος Μυριώτης Nikólaos Myriṓtēs; * zwischen 270 und 286 in Patara; † 6. Dezember 326, 345, 351 oder 365) ist einer der bekanntesten Heiligen der Ostkirchen und der lateinischen Kirche. Sein Gedenktag, der 6. Dezember, wird im gesamten Christentum begangen und ist mit zahlreichen Bräuchen verbunden.
Nikolaus wirkte in der ersten Hälfte des 4. Jahrhunderts als Bischof von Myra in der kleinasiatischen Region Lykien, damals griechischsprachiger Teil des römischen Reichs (heute der Türkei). Sein griechischer Name Nikólaos (aus νίκη und λαός) bedeutet „Sieg des Volkes“ und war bereits in vorchristlicher Zeit gebräuchlich.

## Historische Person
Über das Leben des historischen Nikolaus gibt es nur wenige belegte Tatsachen. Myra in Lykien, mittlerweile Demre, ist ein kleiner Ort etwa 100 km südwestlich von Antalya in der heutigen Türkei. Im 4. Jahrhundert war der Ort Bischofssitz, die Einwohner sprachen Griechisch. Berichte über Nikolaus’ Leben stammen z. B. von Andreas von Kreta (um 700) und von einem Mönch Johannes aus dem Studitenkloster in Konstantinopel, das im 5. Jahrhundert gegründet wurde. Nach übereinstimmenden Überlieferungen wurde Nikolaus zwischen 270 und 286 in Patara geboren, einer Stadt in Lykien. Der Überlieferung zufolge wurde er mit 19 Jahren von seinem Onkel Nikolaus, dem Bischof von Myra, zum Priester geweiht und dann Abt des Klosters Sion in der Nähe von Myra. Während der Christenverfolgung 310 wurde er gefangen genommen und gefoltert. Sein ererbtes Vermögen verteilte er unter den Notleidenden. Dies wird auch von den besser bezeugten Bischöfen des 4. Jahrhunderts Ambrosius von Mailand und Basilius von Caesarea berichtet und gilt dort als historische Tatsache. Um Nikolaus ranken sich dazu verschiedene Legenden.
Der heilige Andreas von Kreta und Johannes vom Studitenkloster berichteten, Nikolaus habe am Konzil von Nicäa teilgenommen und dort seinen Widersacher Arius geohrfeigt. Deshalb sei er zuerst verhaftet, gegen Ende des Konzils aber rehabilitiert worden. Nikolaus ist nicht in der Unterzeichner-Liste von Nicäa enthalten, die allerdings unvollständig überliefert ist. Andererseits gehört Bischof Theognis von Nicäa, den Nikolaus laut Andreas beim Konzil von der katholischen Sichtweise überzeugt haben soll, zu den historisch belegten Unterzeichnern. Von den insgesamt bekannten 16 Teilnehmerlisten des Konzils ist Nikolaus von Myra sechsmal als Teilnehmer des Konzils von Nicäa vermerkt.

## Reliquien

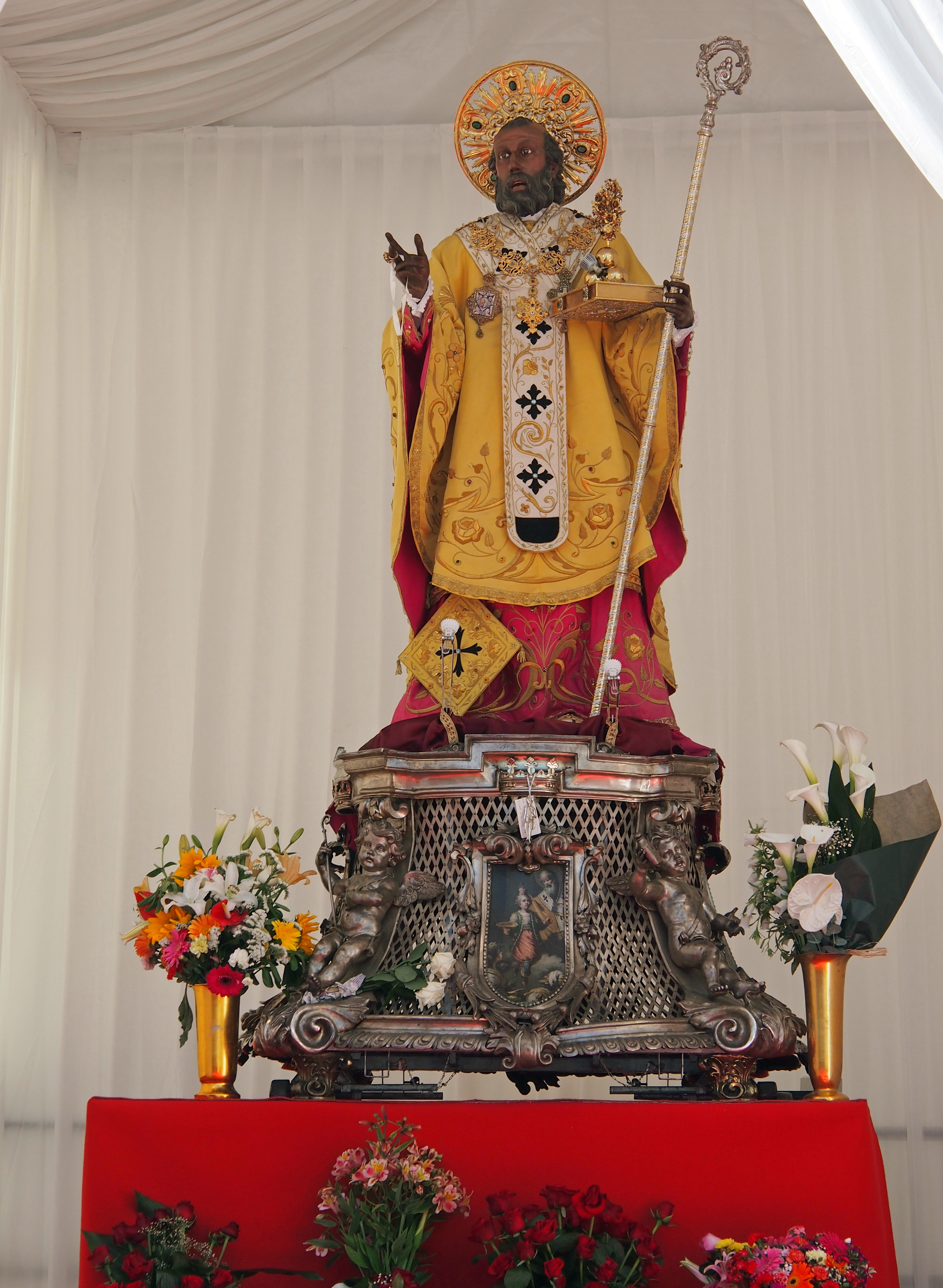
Statue des Sankt Nikolaus nach der Prozession auf dem Platz Ferrarese in Bari

Nach der Evakuierung der Stadt Myra und vor ihrer Eroberung durch seldschukische Truppen 1087 raubten süditalienische Kaufleute die Reliquien aus der Grabstätte des Heiligen in der Nikolaus-Kirche in Myra und überführten sie ins heimatliche Bari. Die Reliquien befinden sich in der eigens errichteten Basilika San Nicola. Die türkische Nikolaus-Stiftung fordert allerdings die Reliquien des Heiligen zurück. Die Stadt Bari feiert jedes Jahr zu Ehren des Heiligen vom 7. bis 9. Mai, dem vermutlichen Tag der Ankunft der Reliquien, das Fest der Translatio. Die Statue des Heiligen wird, begleitet von über 400 Personen in historischen Kostümen, in einer Prozession von der Basilika bis zum Hafen getragen und auf ein Boot geladen. Anschließend wird mit ihr die Bucht umrundet.
In Deutschland gibt es Reliquien des Heiligen Nikolaus von Myra in Worms, in Assmannshausen (einem Stadtteil von Rüdesheim am Rhein), in Halberstadt und in Edenstetten (Gemeindeteil von Bernried). Der Wormser Dom beheimatet dafür eine im Jahre 1058 geweihte Nikolauskapelle, und in Assmannshausen wird die Reliquie in der Pfarrkirche Heilig Kreuz verwahrt. Dort findet alljährlich seit über siebzig Jahren eine Schiffsprozession statt zu Ehren des Schutzpatrons der Fahrensleute auf dem Rhein zum Nikolauskapellchen, welches gegenüber dem Binger Mäuseturm liegt. Das Nikolauskapellchen stammt aus dem Jahre 1903. Im Dom zu Halberstadt bzw. in dessen Domschatz gibt es einen mumifizierten Finger des Heiligen Nikolaus, den Bischof Konrad von Krosigk vom Vierten Kreuzzug mit in die Domstadt brachte. Nach Krosigks Tod im Jahr 1225 erhielt die Reliquie ihr noch bestehendes, reich mit Filigran und Edelsteinen besetztes Armreliquiar, durch dessen Schauöffnung aus Bergkristall der Finger mit seiner byzantinischen Fassung zu erkennen ist.
In der Pfarrkirche St. Nikolaus in Edenstetten ist eine Reliquie dritten Grades des Hl. Nikolaus zu finden: Gesteinsfragmente seines Grabes bzw. Sarkophages.
In der Schweiz befindet sich eine Nikolaus-Reliquie in Freiburg im Üechtland in der Bistums-Kathedrale St. Nikolaus. In der Heiliggrabkapelle wird eine Handreliquie des heiligen Nikolaus gezeigt mit dem Hinweis: 'la main qui bénit' – die segnende Hand, daneben Reliquien des heiligen Petrus Canisius ('la main qui écrit' – die schreibende Hand) und des heiligen Nikolaus von der Flüe ('la main qui prie' – die betende Hand).

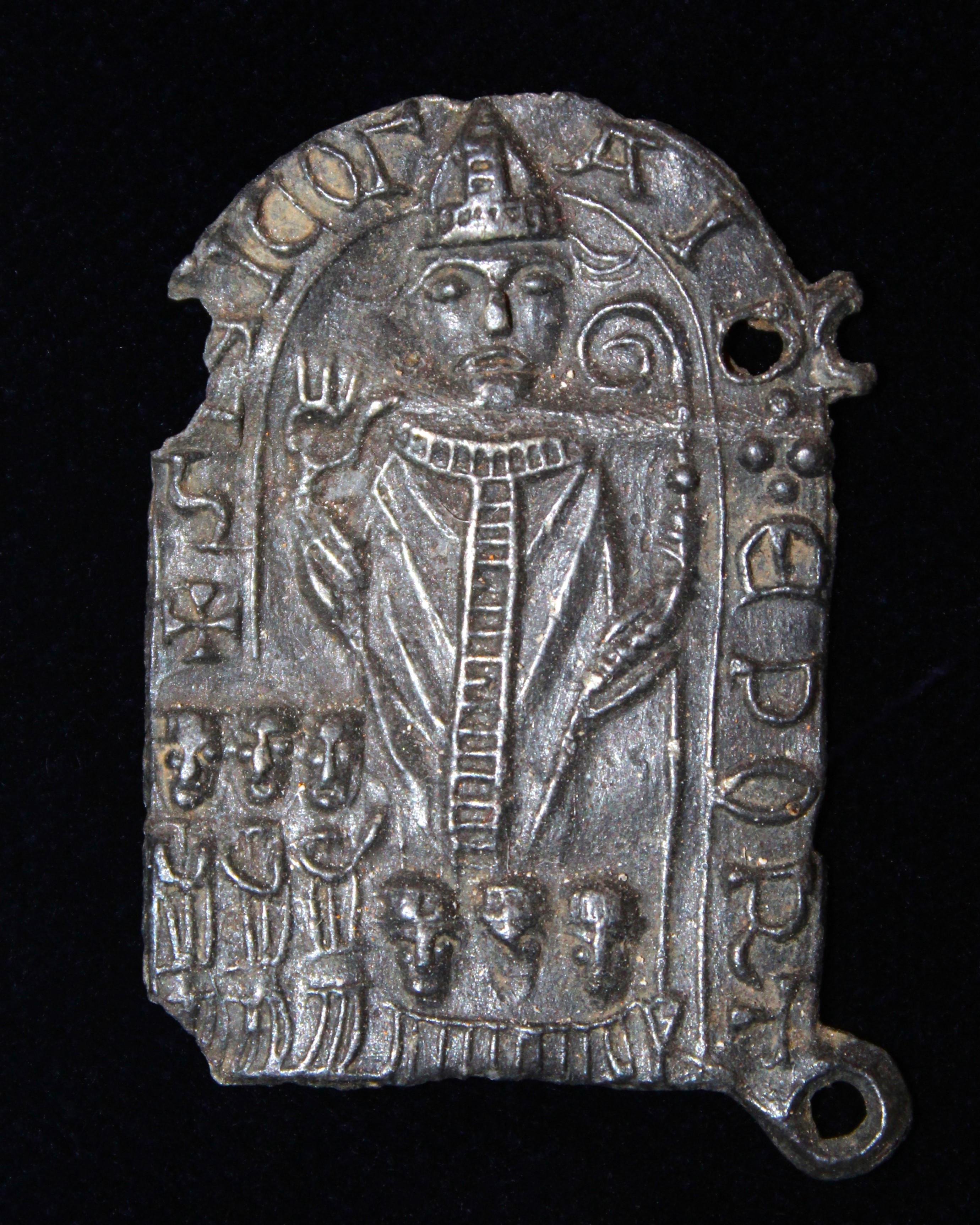
Pilgerzeichen des Heiligen Nikolaus, 13. Jh., gefunden in Plau am See

In Lothringen (Frankreich) befindet sich in der dortigen bedeutenden Nikolaus-Wallfahrtskirche St-Nicolas (Saint-Nicolas-de-Port) seit dem Jahre 1098 eine aus Bari stammende Finger-Reliquie.
Als Zeichen kirchlicher Gemeinschaft und Freundschaft wurde im Februar 2006 ein Teil der Freiburger Nikolaus-Reliquien dem orthodoxen Metropolit Filaret von Minsk und Sluzk zur Verehrung in der Heilig-Geist-Kathedrale von Minsk, Belarus übergeben.

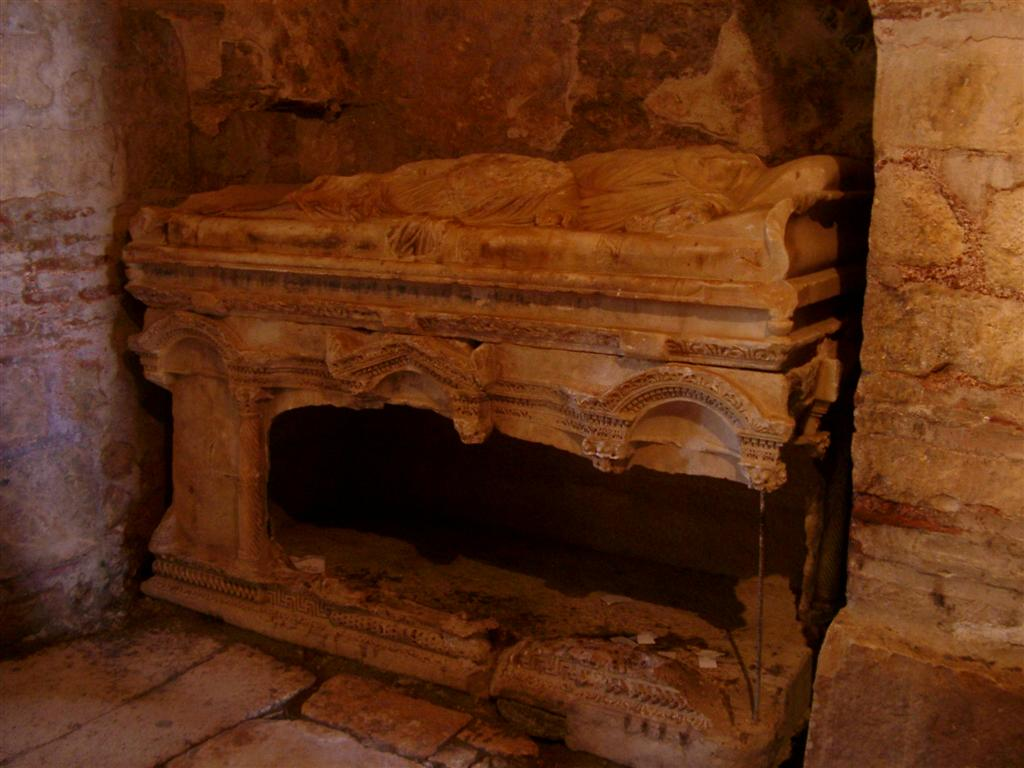
Rankensarkophag in Myra mit aufgebrochener Seitenwand
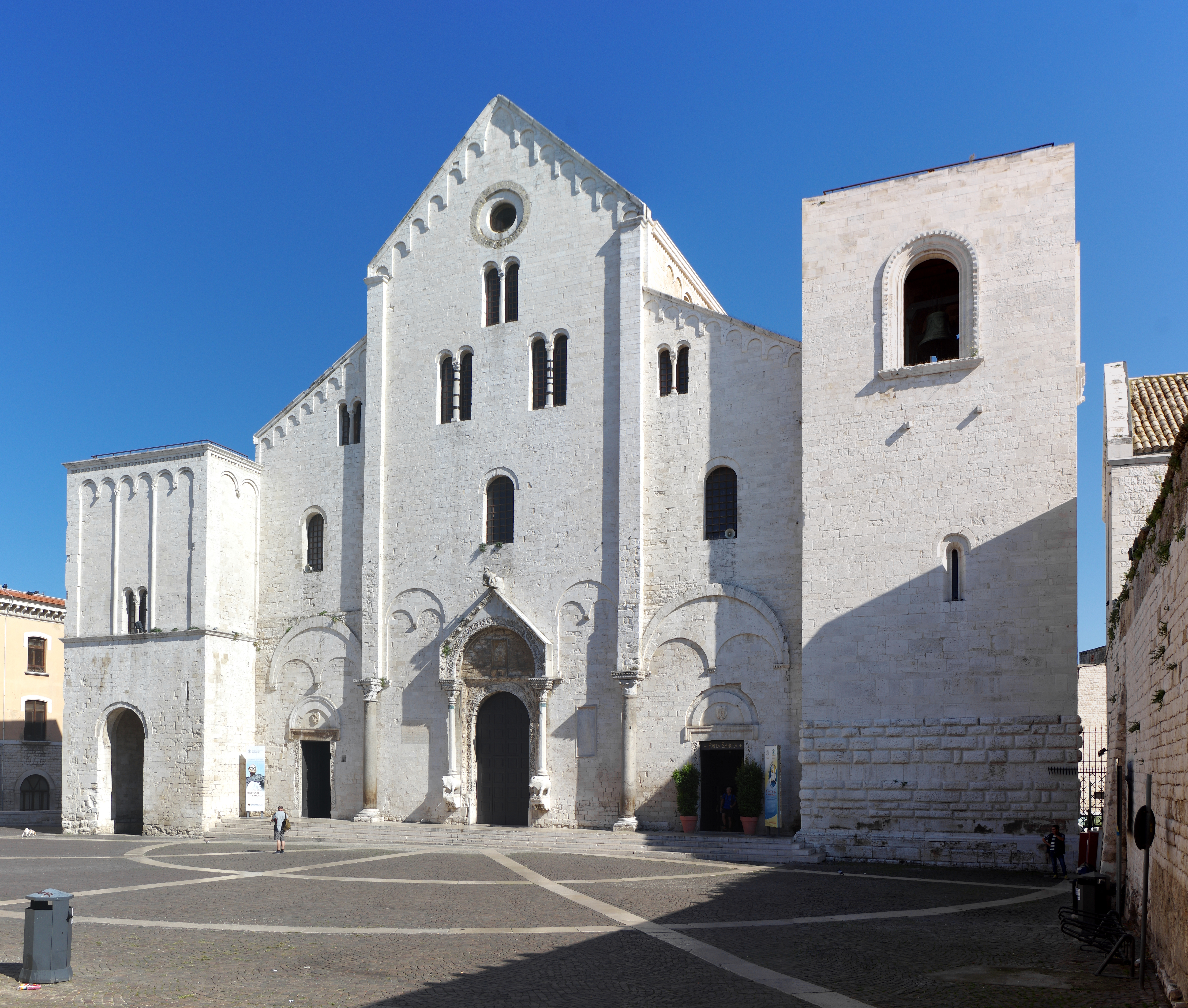
Wallfahrtskirche San Nicola in Bari, Italien
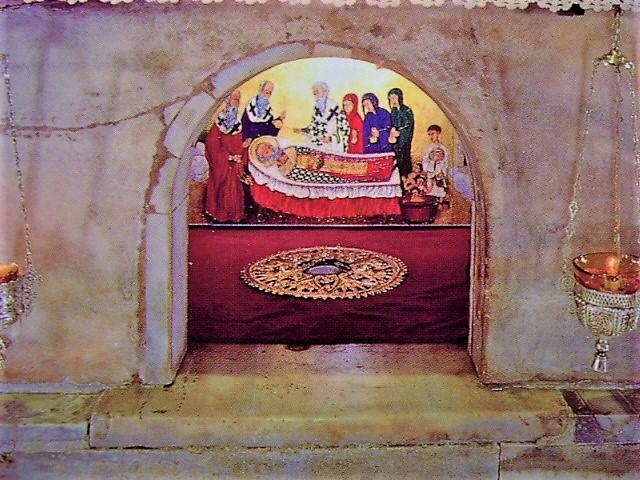
Grabstätte in der Krypta der Basilika San Nicola

## Anatomische Untersuchungen
Im Zuge der Renovierungsarbeiten an der Basilika San Nicola in den 1950er Jahren wurde am 5. Mai 1953 das Grabmal des Nikolaus, das seit der Reliquientranslation 1087 als ungeöffnet galt, geöffnet und eine erste Bestandsaufnahme der Gebeine gemacht. Vorgefunden wurde ein am Grabende ausgerichteter Schädel und verstreut liegende Knochen im teilweise zersplitterten und kleinfragmentierten Zustand, was mit der hastigen Ausräumung des alten Grabes in Myra und der Überführung durch darin unerfahrene Seeleute erklärt wird (siehe auch Abschnitt Reliquien): Zum Zeitpunkt der Grabniederlegung im 11. Jahrhundert müssten die Knochen bereits über 700 Jahre alt gewesen sein. Am 7. Mai 1957 fand dann eine ausführlichere forensische Untersuchung durch Luigi Martino unter Aufsicht einer päpstlichen Sonderkommission statt. Es wurde festgestellt, dass es sich um die Überreste eines 72 bis 80 Jahre alten Mannes handelt, der 167 cm groß war. Die Untersuchung des Skeletts ergab verschiedene Befunde. Der Verstorbene litt unter schwerer chronischer Arthritis an der Wirbelsäule und am Becken. Zudem zeigte sich am Schädelknochen eine Verdickung, die möglicherweise chronische Kopfschmerzen verursachte. Jahre später erhielt der Pathologe Franco Introna Fotos und Skizzen dieser Untersuchung und wertete sie mit modernen wissenschaftlichen Methoden aus. Dabei konnte er erkennen, dass das Skelett nicht vollständig ist, der Schädel aber weitestgehend intakt geblieben ist und sich nur am linken Unterkiefer eine Lücke befindet. Diese Ergebnisse verwendete die Anthropologin Caroline Wilkinson, um das Gesicht des historischen Nikolaus zu rekonstruieren. Sie erkannte bei den Modellierungsarbeiten eine Asymmetrie der Nase, was möglicherweise auf einen Nasenbeinbruch zurückzuführen ist. Der Discovery Channel stellte in der Dokumentation Das wahre Gesicht des Heiligen Nikolaus die Forschungsergebnisse vor. Im Jahr 2014 aktualisierte Caroline Wilkinson ihre Arbeit mithilfe eines technisch verbesserten Gesichtsrekonstruktionverfahrens an der School of Art and Design der Liverpool John Moores University.

## Legenden
Nikolaus’ Wirken hat zu vielfältigen Legendenbildungen beigetragen, die im Laufe der Jahrhunderte dazu führten, dass er als einer der wichtigsten Heiligen angesehen wurde. Die Legenden basieren allerdings nicht nur auf dem Leben des Bischofs von Myra, sondern auch auf denen eines gleichnamigen Abtes des Klosters Sion bei Myra, der später Bischof in Pinara war und 564 starb.

### Mitgiftspende

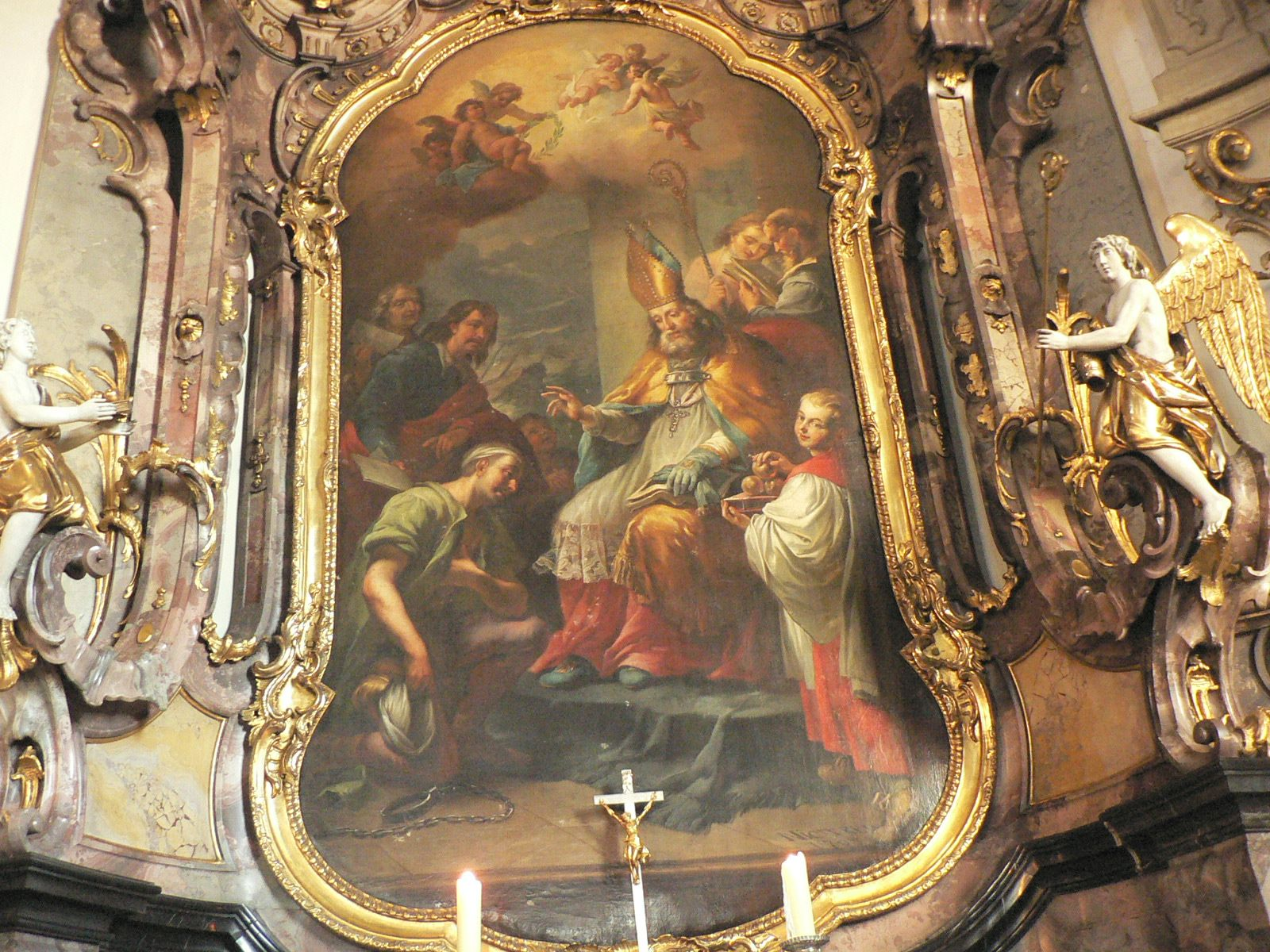
Mitgiftspende: Bewahrung vor der Prostitution

Ein verarmter Mann beabsichtigte, seine drei Töchter zu Prostituierten zu machen, weil er sie mangels Mitgift nicht standesgemäß verheiraten konnte. Nikolaus, noch nicht Bischof und Erbe eines größeren Vermögens, erfuhr von der Notlage und warf in drei aufeinander folgenden Nächten je einen großen Goldklumpen durch das Fenster des Zimmers der drei Jungfrauen. In der dritten Nacht gelang es dem Vater, Nikolaus zu entdecken, ihn nach seinem Namen zu fragen und ihm dafür zu danken. Aufgrund dieser Legende wird der Heilige oft mit drei goldenen Kugeln oder Äpfeln als ikonografischem Heiligenattribut dargestellt.

### Stillung des Seesturms

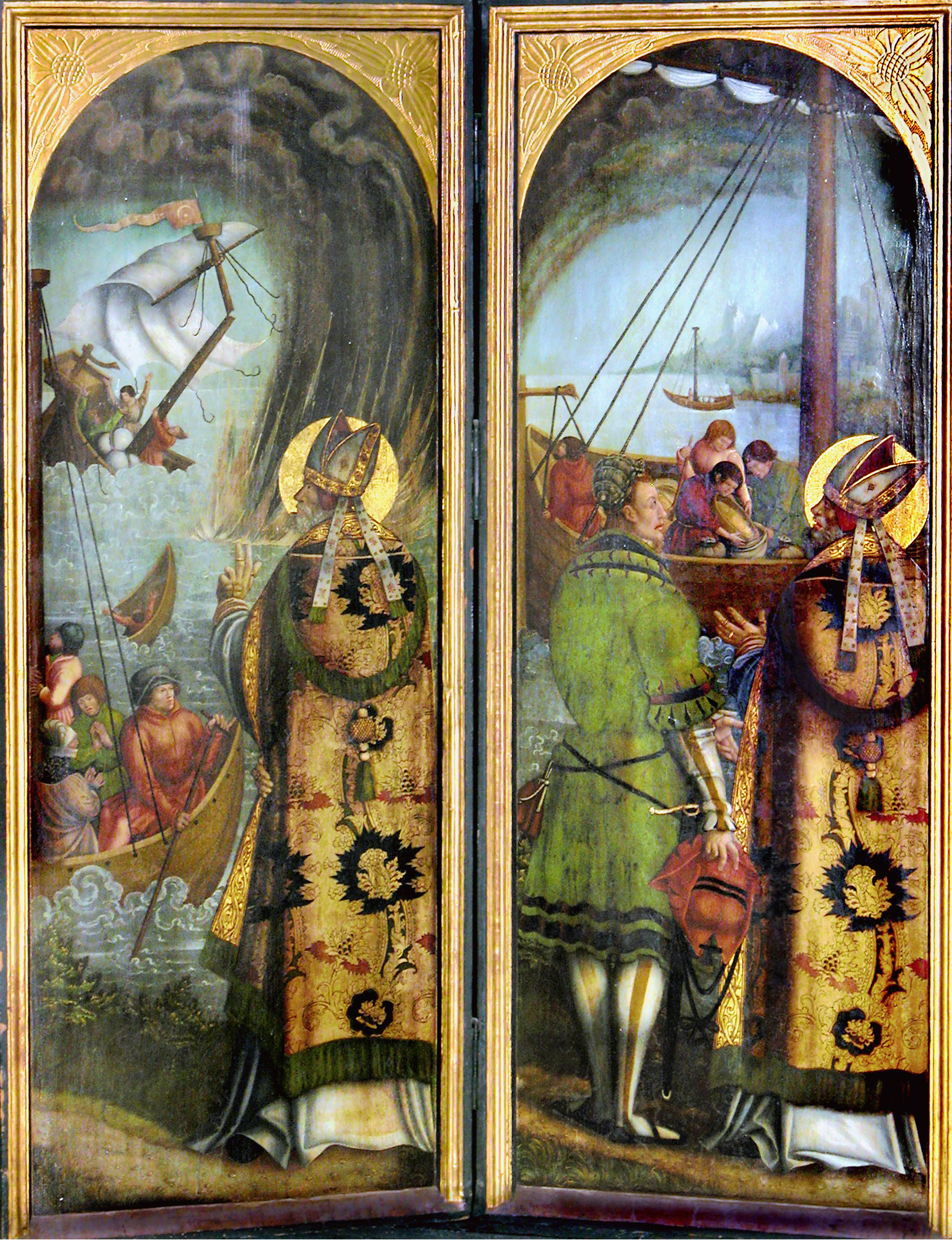
Nikolaus beschützt die Seefahrer (Flügelaltar in St. Nikolai (Oberbobritzsch))

In Seenot geratene Schiffsleute riefen in ihrer gefährlichen Lage den heiligen Nikolaus an. Ihnen erschien ein mit Wunderkräften ausgestatteter Mann und übernahm die Navigation, setzte die Segel richtig und brachte sogar den Sturm zum Abflauen. Daraufhin verschwand der Mann wieder. Als die Seeleute in der Kirche von Myra zum Dank für ihre Rettung beteten, erkannten sie den Heiligen und dankten ihm. Wegen dieser und ähnlicher Erzählungen wurde Nikolaus zum Patron der Seefahrer.

### Kornwunder

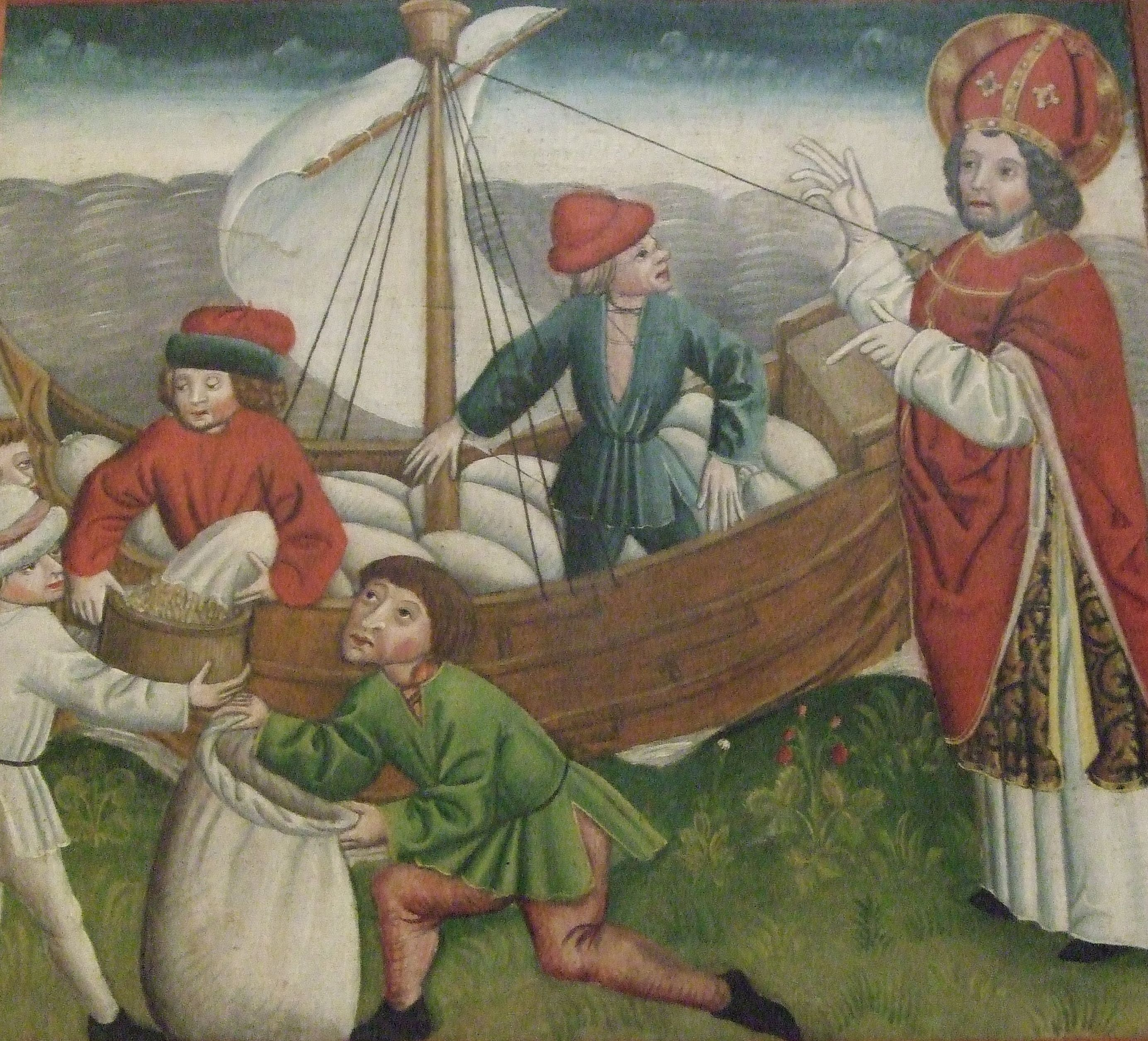
Nikolaus und das Kornwunder (Altartafel in der Kirche St. Mariae in Mühlhausen in Thüringen)

Während einer großen Hungersnot erfuhr der Bischof von Myra, dass ein Schiff im Hafen vor Anker lag, das Getreide für den Kaiser in Byzanz geladen hatte. Er bat die Seeleute, einen Teil des Kornes auszuladen, um in der Not zu helfen. Sie wiesen zuerst die Bitte zurück, da das Korn genau abgewogen beim Kaiser abgeliefert werden müsse. Erst als Nikolaus ihnen versprach, dass sie für ihr Entgegenkommen keinen Schaden nehmen würden, stimmten sie zu. Als sie in der Hauptstadt ankamen, stellten sie verwundert fest, dass sich das Gewicht der Ladung trotz der entnommenen Menge nicht verändert hatte. Das in Myra entnommene Korn aber reichte volle zwei Jahre und darüber hinaus noch für die Aussaat.

### Stratelatenwunder

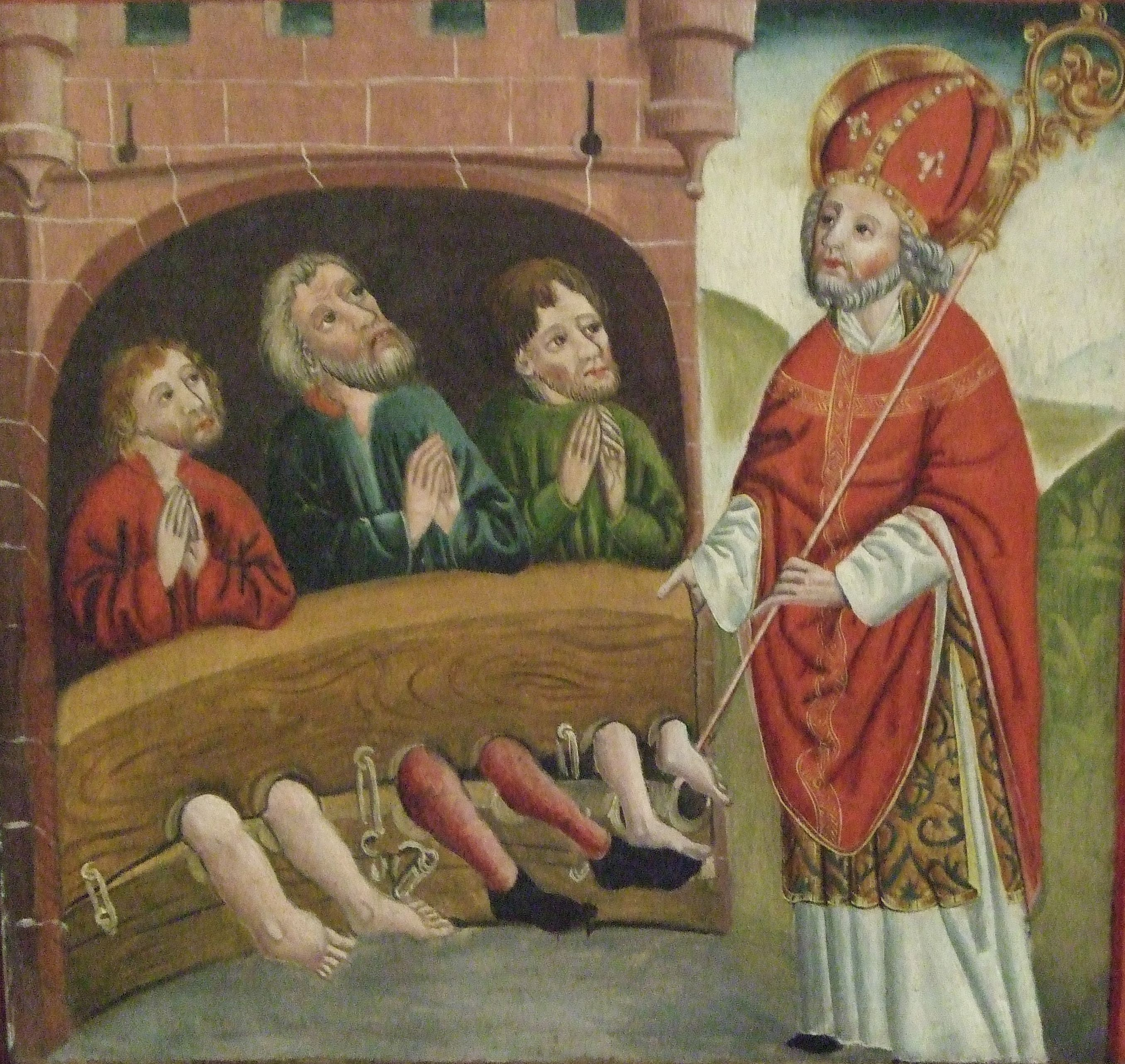
Stratelatenwunder (Altartafel in der Kirche St. Mariae in Mühlhausen in Thüringen)

Nikolaus lernte drei oströmische Feldherren (griech. στρατηλάτης, stratelates, Feldherr) kennen, die er zu sich nach Myra einlud. Sie wurden Zeugen, wie der Bischof drei unschuldig zum Tod Verurteilte vor der Hinrichtung bewahrte, indem er dem Scharfrichter das Schwert aus der Hand riss. Zurück in Byzanz wurden die drei Feldherren Opfer einer Intrige und selbst zum Tod verurteilt. Im Kerker erbaten sie die Hilfe des heiligen Nikolaus, der daraufhin dem Kaiser und dem Intriganten im Traum erschien. Zutiefst erschrocken veranlasste der Kaiser die unverzügliche Freilassung der Feldherren.

### Heimführung eines verschleppten Kindes
Ein Mann, der den heiligen Nikolaus um Hilfe bitten wollte, dass ihm endlich ein Kind geboren werde, traf den Bischof nicht mehr lebend an, sondern kam gerade noch zur Bestattung. Er nahm ein Stück des Leinens, auf dem der Heilige lag, als Reliquie mit. Am 6. Dezember des folgenden Jahres bekam das Ehepaar tatsächlich einen Sohn. Das Kind wurde jedoch an seinem siebten Geburtstag von Arabern nach Babylonien entführt. Wiederum genau ein Jahr später wurde das Kind, das seither als Sklave arbeiten musste, von einem Wirbelwind erfasst und genau vor der Nikolauskirche abgesetzt, in der die Eltern für die Rückkehr des Jungen beteten.

### Wannen- und Säuglingswunder
Nikolaus soll bereits als Säugling so fromm gewesen sein, dass er an den Fastentagen der Woche, mittwochs und freitags, die Brust der Mutter nur einmal nahm. Als er das erste Mal gebadet werden sollte, stand er angeblich aufrecht ohne fremde Hilfe in der Wanne.

### Bekehrung eines Juden durch das Nikolausbild
Ein sehr reicher Jude, der von den Wundertaten des Heiligen gehört hatte, ließ sich ein Heiligenbild anfertigen und befahl diesem, während seiner Abwesenheit über seine Schätze zu wachen. Trotzdem wurde seine Habe von Dieben gestohlen. Der Jude, verbittert über den Raub, machte dem Bildnis schwere Vorwürfe und strafte es mit Stock- und Peitschenhieben. Der heilige Nikolaus erschien daraufhin den Dieben und kündigte ihnen den Tod am Galgen an, wenn sie die Habe nicht zurückbrächten. Erschrocken gaben die Diebe das gestohlene Gut zurück und berichteten dem Juden von ihrer Erscheinung. Tief beeindruckt ließ sich der Jude taufen.

### Bekämpfung der Diana

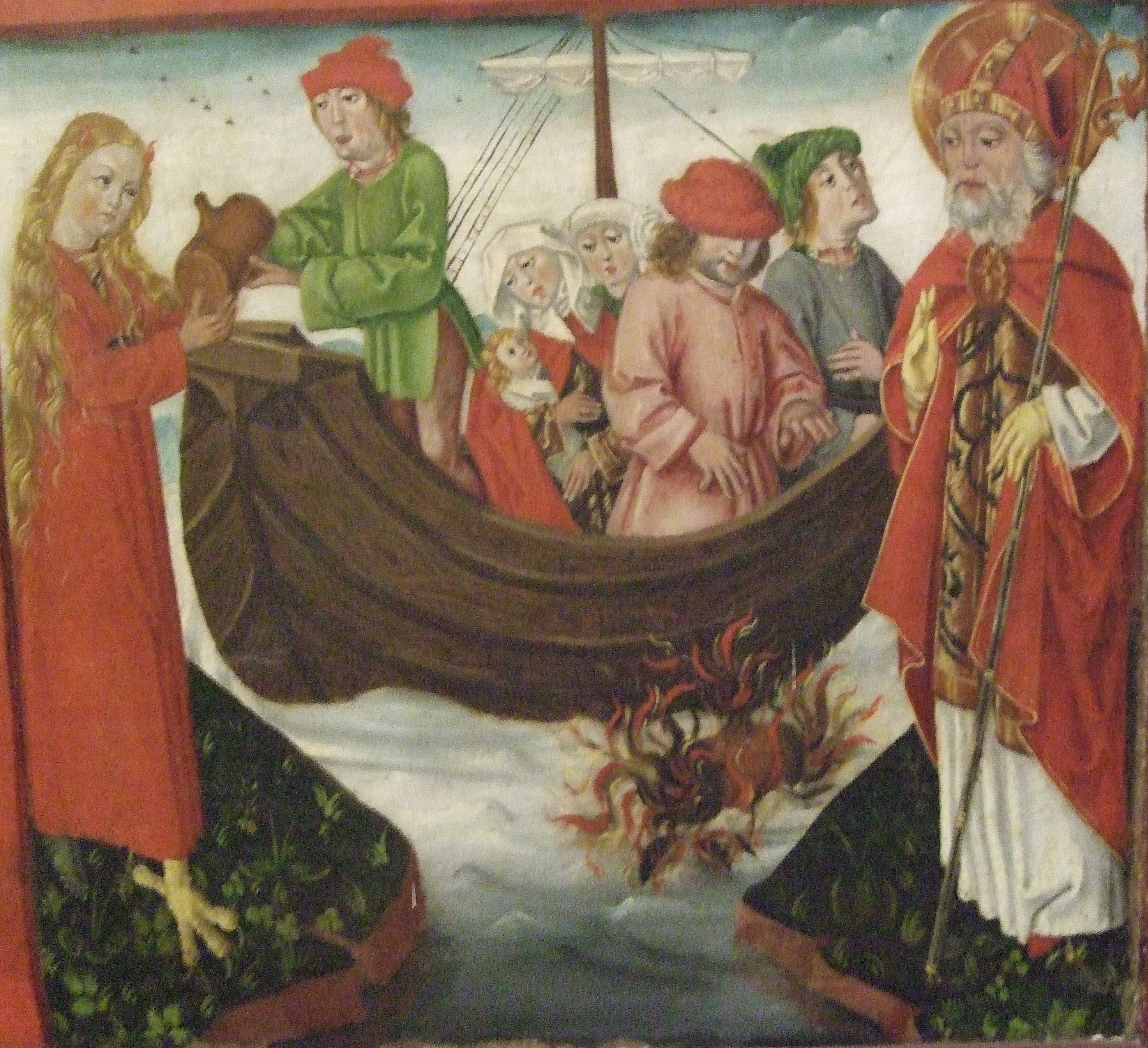
Entlarvung der Diana (Altartafel in der Kirche St. Mariae in Mühlhausen in Thüringen)

Da in der Umgebung von Myra viele noch immer an die alten römischen Götter glaubten, ließ Nikolaus einen der Diana geweihten Baum umschlagen. Erbost über die Zerstörung ihres Heiligtums stellte die Göttin griechisches Feuer her, das sie in Gestalt einer frommen Frau Seeleuten übergab, die zu Schiff nach Myra pilgerten. Sie sollten bei ihrer Ankunft die Wände der Kirche mit dem Öl bestreichen. Nicht wissend, dass griechisches Feuer auf Wasser und Steinen brennt, nahmen die Pilger das Öl mit. Unterwegs kreuzte ein kleines Boot mit Nikolaus an Bord ihren Kurs. Der Heilige warnte die Pilger und forderte sie auf, das Öl ins Meer zu gießen. Sie gehorchten, und plötzlich stand die gesamte Wasseroberfläche in Flammen. Als die Pilger in Myra ankamen, erkannten sie den Mann in dem Boot wieder und dankten ihm für die Errettung.

### Rettung des ertrunkenen Sohnes
Ein Vater pilgerte mit seinem Sohn nach Myra, um der Kirche einen wertvollen Kelch zu stiften. Bei genauer Überlegung erschien ihm der Kelch zu wertvoll, und er ließ einen billigeren anfertigen. Während der Überfahrt nach Myra bat der Vater den Sohn, mit dem ersten Kelch etwas Wasser aus dem Meer zu schöpfen. Bei diesem Versuch fiel der Sohn über Bord und verschwand in den Wellen. Als der Vater schließlich, in Myra angekommen, den zweiten Kelch auf den Altar der Nikolauskirche stellen wollte, fiel die Gabe immer wieder herunter. Plötzlich stand der verschollene Sohn mit dem ersten Kelch in der Kirche und berichtete, dass der heilige Nikolaus ihn gerettet habe. Daraufhin stiftete der Vater beide Kelche.

### Bestrafung und Begnadigung eines Betrügers
Ein Christ lieh von einem Juden Geld und versprach, es rechtzeitig zurückzuzahlen. Dieser Verpflichtung kam er allerdings nicht nach und die beiden gingen vor Gericht. Um einen Meineid zu umgehen, ließ sich der Christ einen Trick einfallen: Er füllte das geliehene Geld in einen hohlen Stock. Während des Schwurs bat er den Juden, den Stock so lange zu halten. Er schwor daraufhin, dass er das Geld bereits zurückgegeben habe. Der Jude gab den Stab zurück und blieb geprellt. Als die beiden nach Hause gingen, wurde der Christ von einem vorbeifahrenden Wagen überfahren und starb. Bei dem Unfall zerbrach der Stock, und der Jude erkannte die Arglist. Die umstehenden Leute forderten den Juden auf, sich nun das Geld zu nehmen, da der Christ seine gerechte Strafe erhalten habe. Voll Mitleid entgegnete der Jude, dass er das Geld nur nehmen werde, wenn der heilige Nikolaus den Christen wieder zum Leben erwecke. Tatsächlich erhob sich darauf der meineidige Christ wieder, und der Jude ließ sich taufen.

### Auferweckung der getöteten Scholaren

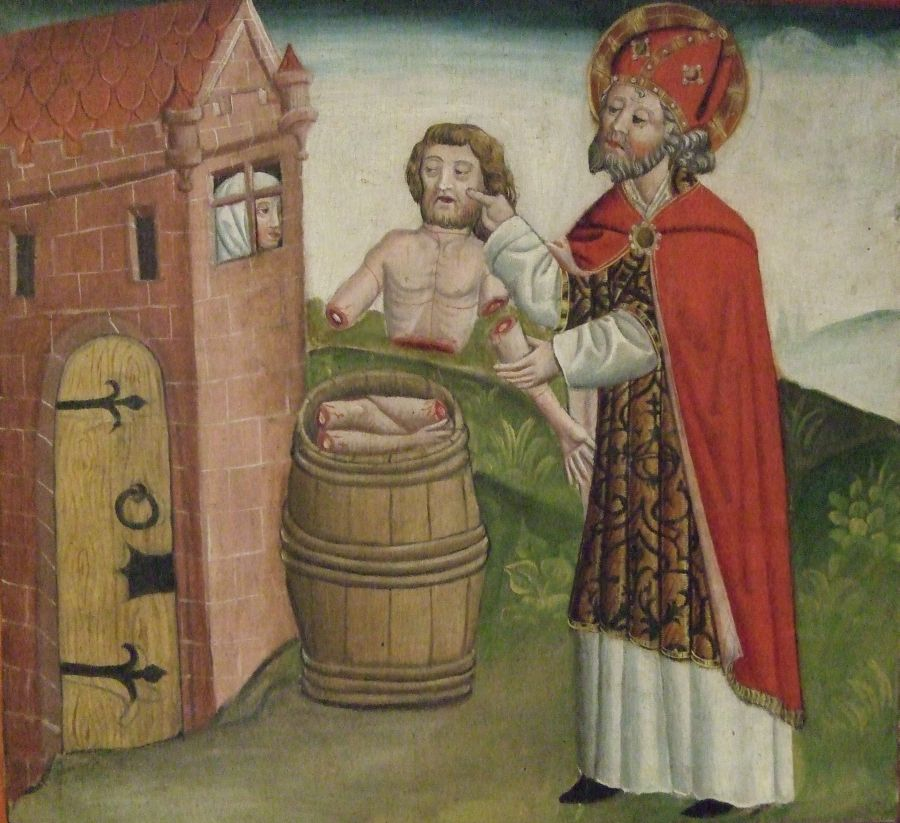
Auferweckung der getöteten Scholaren (Altartafel in der Kirche St. Mariae in Mühlhausen in Thüringen)

Drei Scholaren wurden in Myra von einem Gastwirt, bei dem sie auf dem Weg zu ihrem Studienort Athen logierten, aus Habgier getötet. Der Mörder zerstückelte die Leichen und pökelte die Teile in einem Salzfass ein. Durch einen Engel erfuhr der heilige Nikolaus von der Untat, ging zu dem Gastwirt und sagte ihm die Tat auf den Kopf zu. Anschließend erweckte der Heilige durch seine Fürbitte bei Gott die Scholaren wieder zum Leben.

### Erweckung eines Jungen
Ein Mann feierte jedes Jahr dem heiligen Nikolaus zu Ehren ein Fest. An einem Abend bat der Teufel, verkleidet als Pilger, an der Tür um ein Almosen. Als der Sohn das Almosen geben wollte, stand der Pilger nicht mehr an der Tür. Der Sohn eilte ihm bis zu einem Kreuzweg nach. Daraufhin zeigte der Pilger sein wahres Gesicht und erwürgte den Jungen. Als der Vater von der Tat erfuhr, beklagte er sich bei dem Heiligen und fragte, ob das der Lohn für seine Verehrung sei. Da kehrte der Sohn wieder ins Leben zurück.

## Verehrung

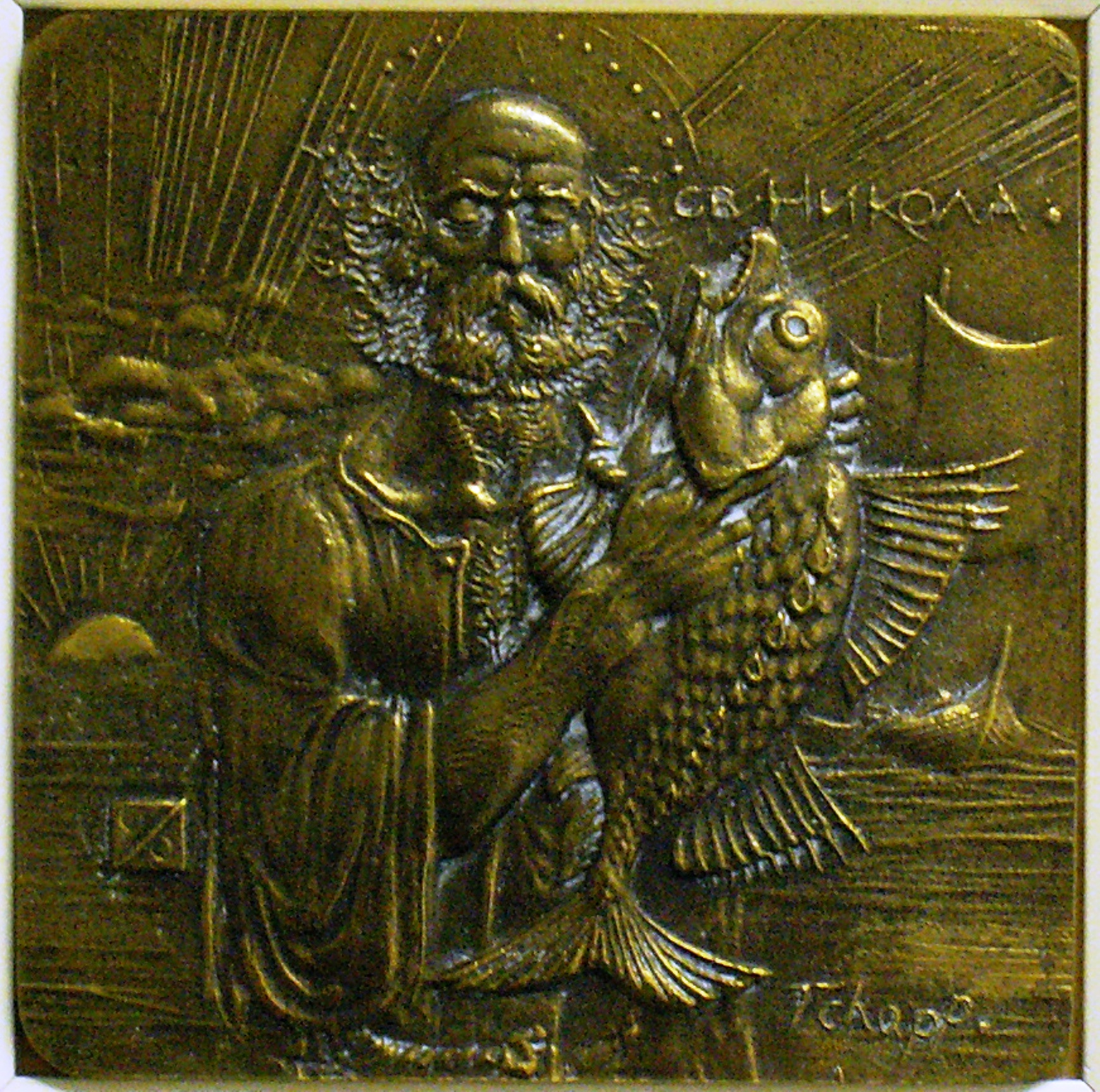
Metallikone, die den Heiligen als Schutzpatron der Fischer mit einem Fisch in Händen darstellt, Georgi Tschapkanow, Gilbert House, Stanley (Falklandinseln)

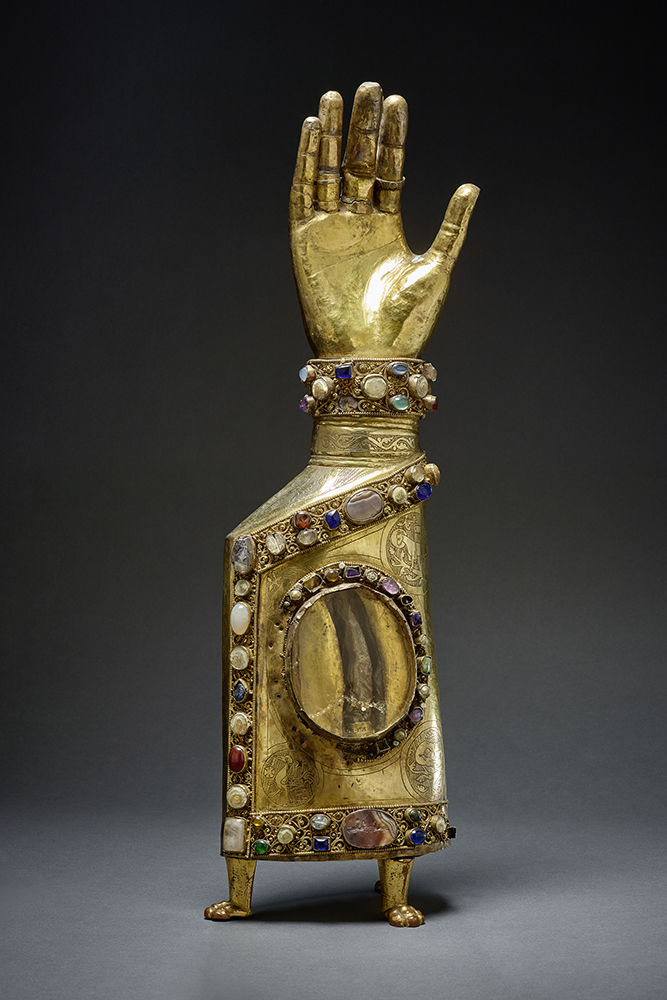
Armreliquiar des hl. Nikolaus, um 1225/1230. Domschatz Halberstadt, mit dem mumifizierten Finger unter Bergkristall.

### Schutzpatronate

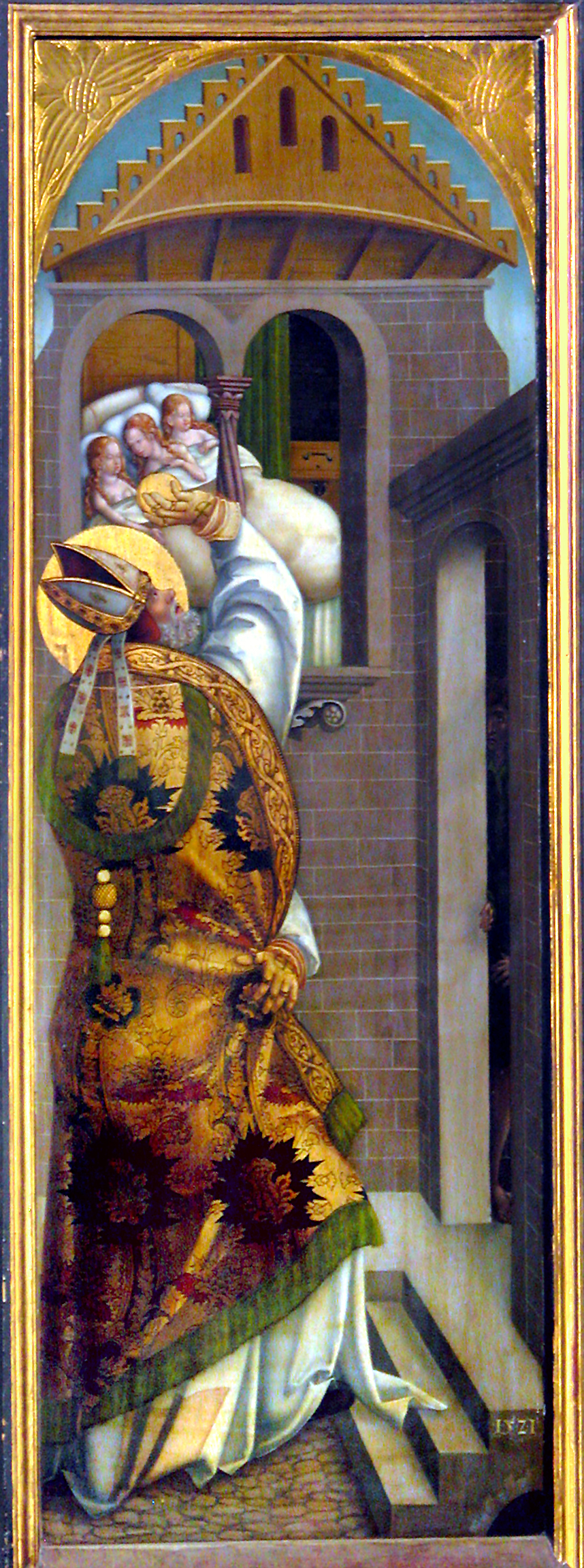
Nikolaus wirft einen Goldklumpen ins Schlafgemach dreier Jungfrauen (Flügelaltar Oberbobritzsch)

### Nikolaus als Geschenkebringer

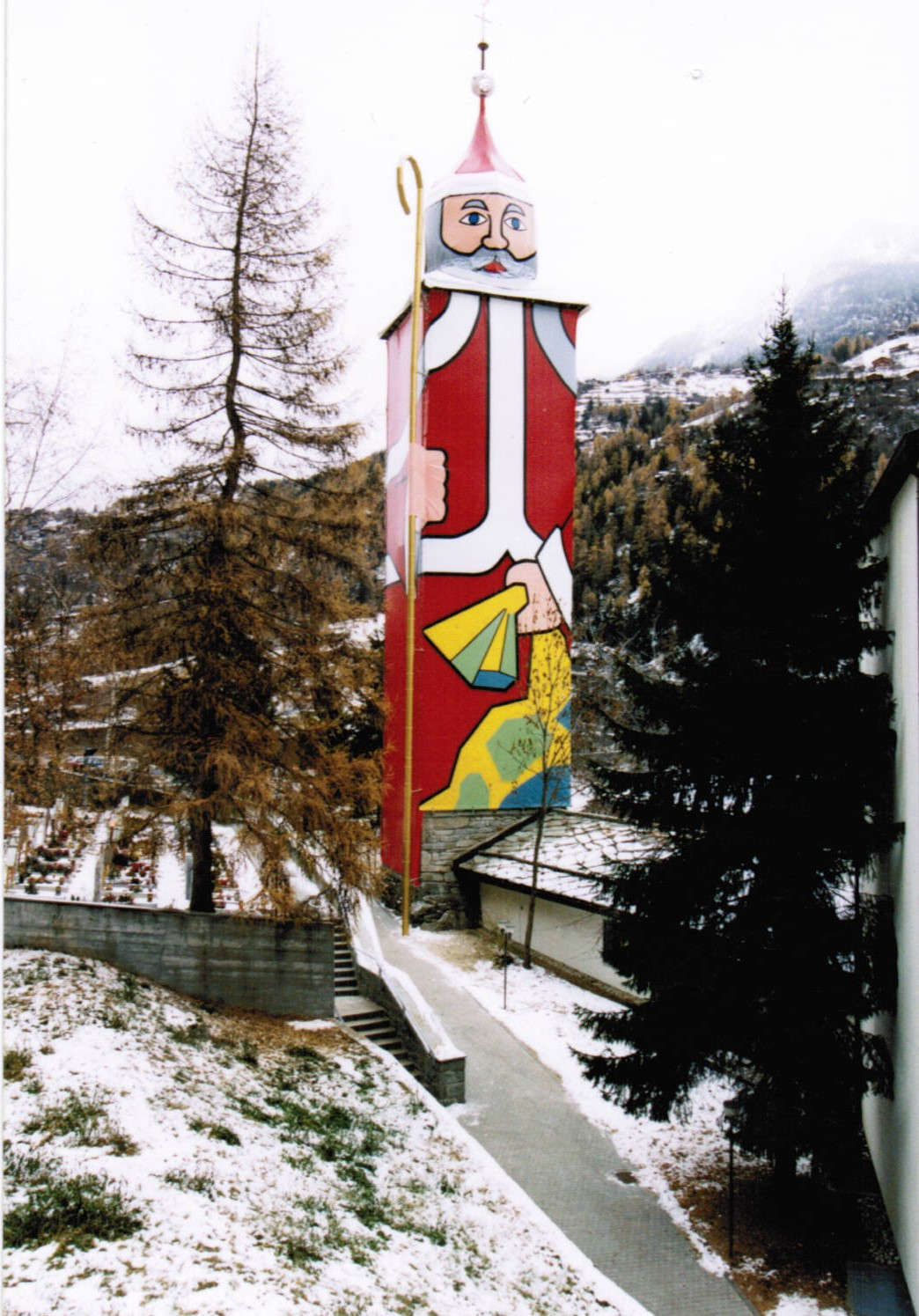
Der Kirchturm von St. Niklaus im Schweizer Kanton Wallis wird im Advent als Nikolausfigur dekoriert. Gemäß Eintrag im Guinness-Buch der Rekorde handelt es sich dabei um die weltweit größte Nikolausfigur.

### Nikolaus und seine Begleitung

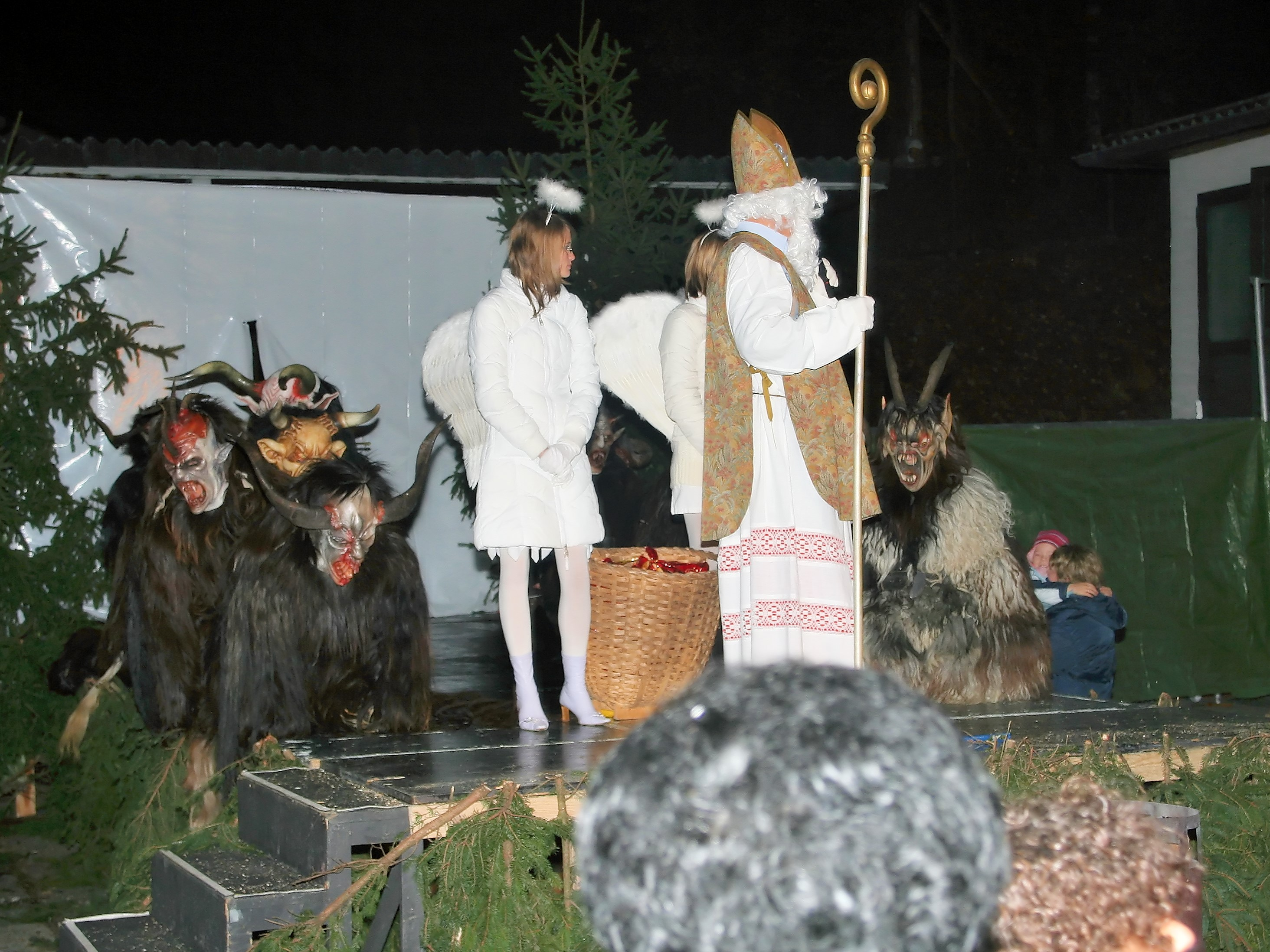
Der Nikolaus mit seinen Krampussen und Engeln, Salzburger Land

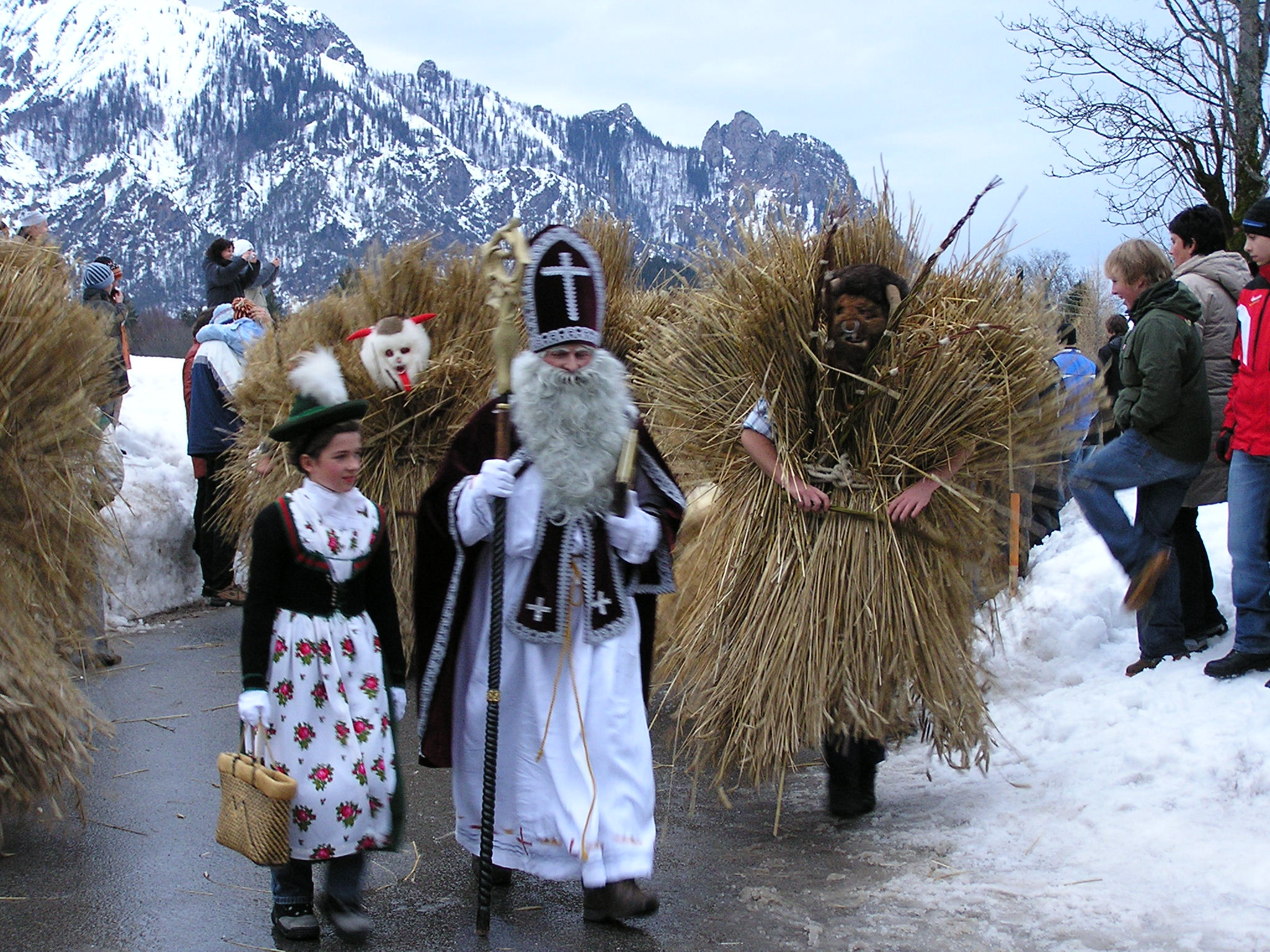
Nikolaus, Nikoloweibl und die Buttnmandl, Berchtesgadener Land

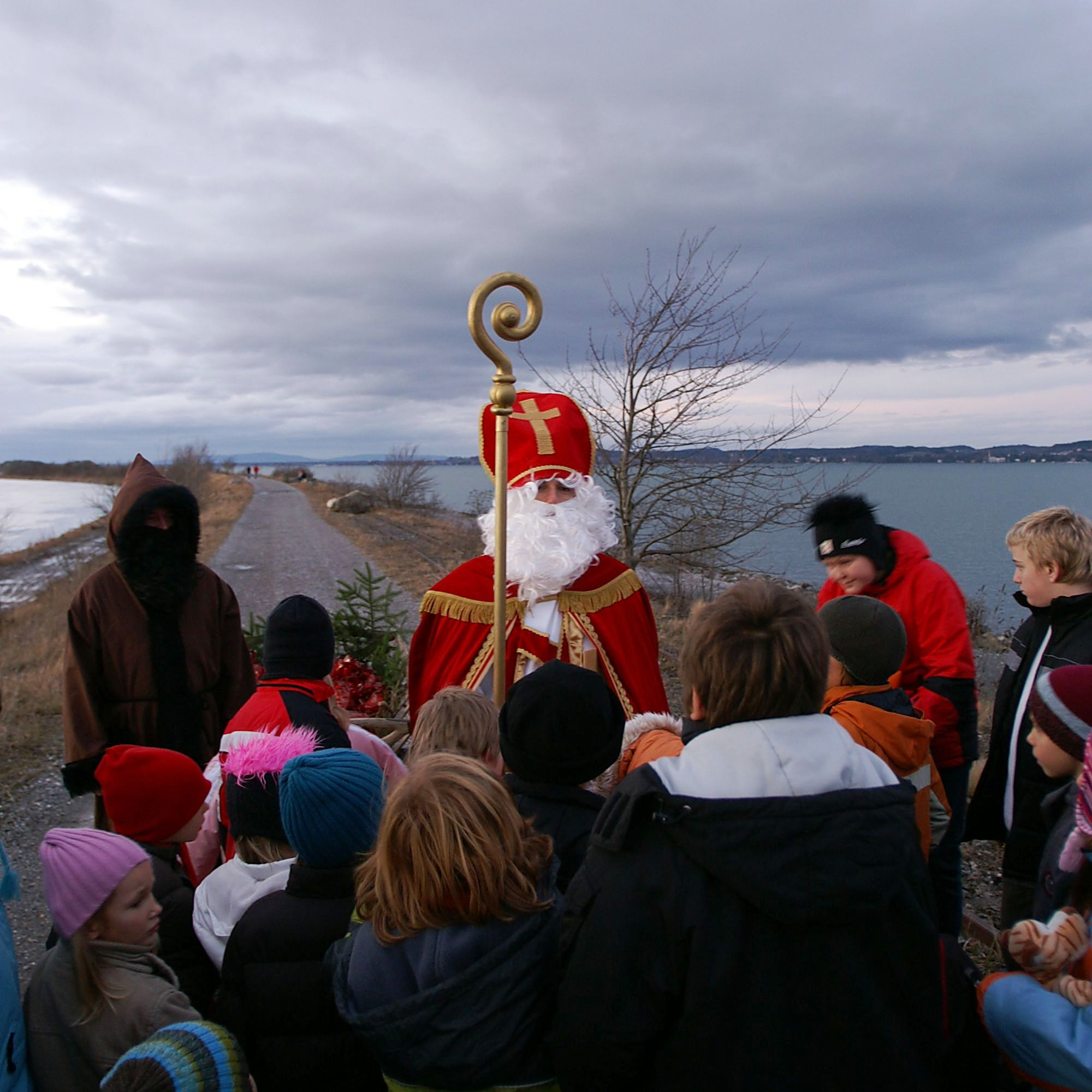
Nikolaus und Knecht Ruprecht, Vorarlberg

### Weiteres Brauchtum

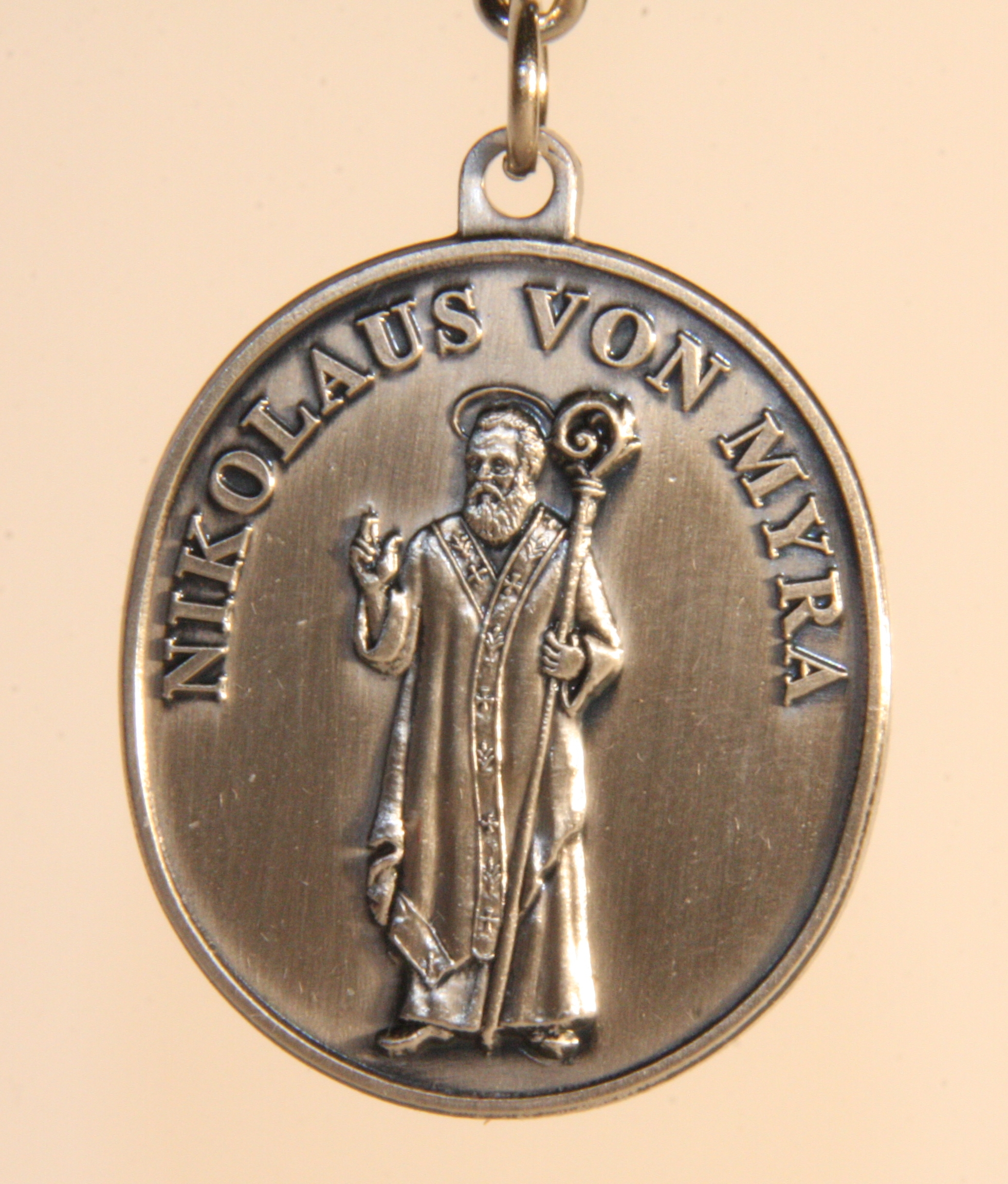
Ein Schlüsselanhänger mit Bildnis des Nikolaus von Myra als Schutzpatron der Seefahrer

### Heraldik

Wappen des Powiat Chrzanowski
Wappen des Landkreises Cuxhaven
Wappen von Elzach mit schwebendem Dreiberg
Wappen von Gaugrehweiler
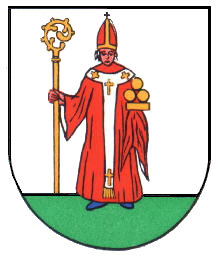
Wappen von Impfingen (Stadtteil von Tauberbischofsheim)
Nikolaus im Wappen von Liptau-Nikolaus
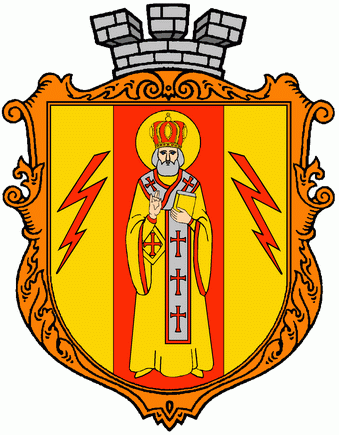
Nikolaus im Wappen von Mykolajiwka
Wappen von Mardyck (Nord)
Wappen von Melverode (Stadtteil von Braunschweig)
Niederbuchsiten (Kanton Solothurn)
Wappen von Waal
Wappen von Weiding (Landkreis Schwandorf)
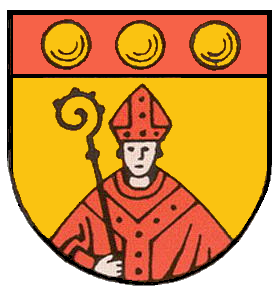
Wappen von Zepfenhan
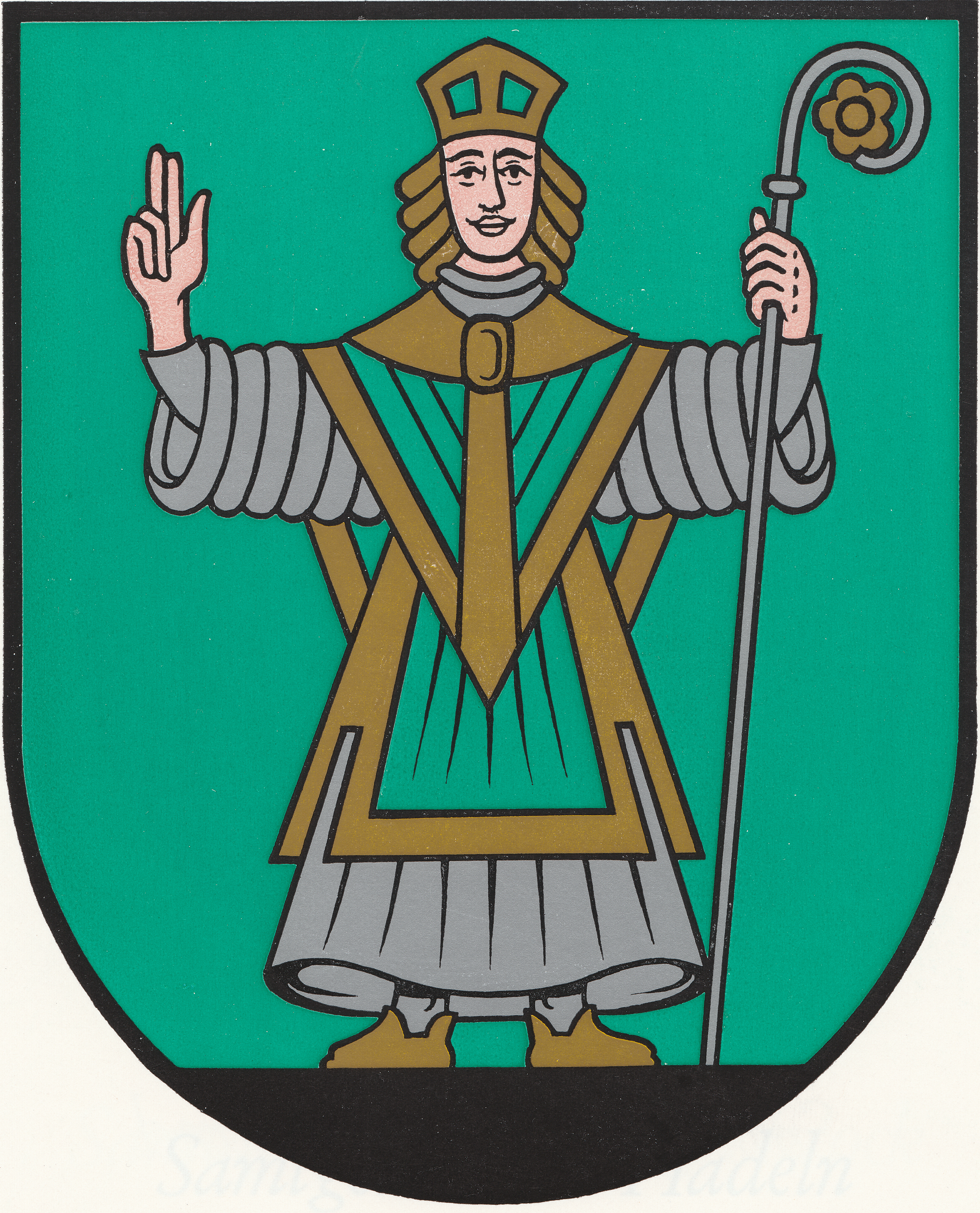
Wappen des ehemaligen Landkreises Land Hadeln
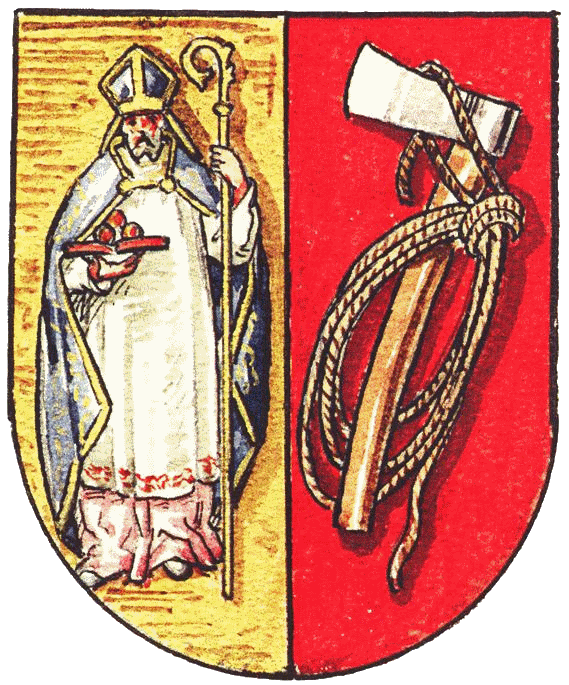
Der heilige Nikolaus mit den Zeichen der Flößer und Schiffer im Wappen des ehemaligen Dorfes Reinhausen
Wappen der Gemeinde Ebermannsdorf als Sinnbild für den Ortsteil Pittersberg
Weizengarben, Bischofsstab und die drei Kugeln als Attribute des heiligen Nikolaus im Wappen der Gemeinde Geldersheim
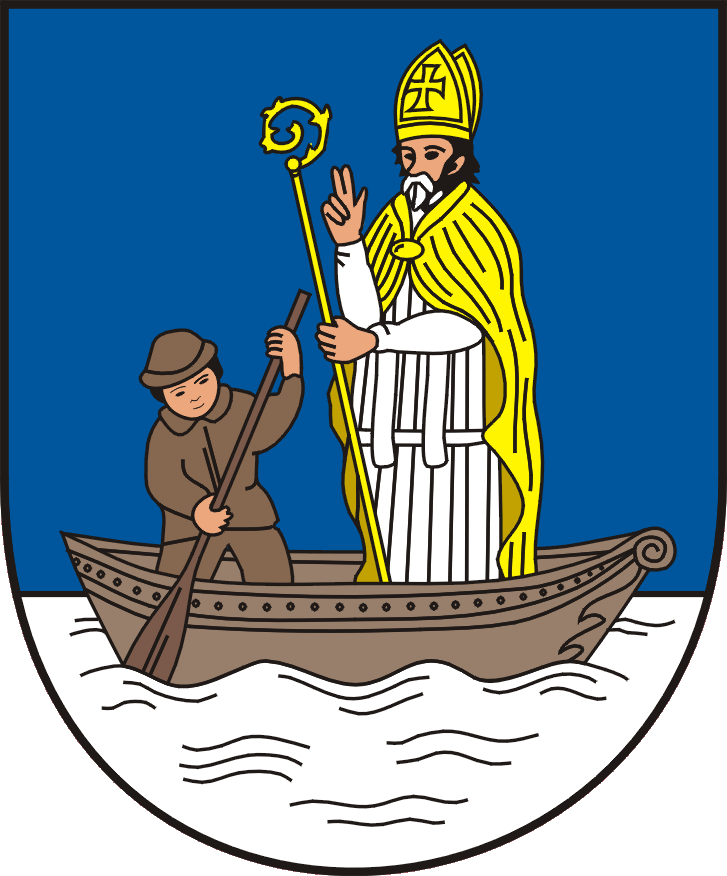
Wappen von Hussinetz
Wappen von Mykolajiw
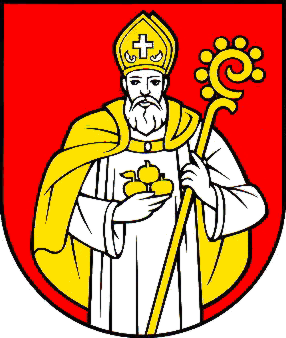
Wappen von Stará Ľubovňa
Wappen der Gemeinde Reinach in Basel-Landschaft
Wappen der Gemeinde Naters im Wallis
Wappen von Ischgl (Tirol) mit Brezel
Wappen von Sint-Niklaas in Flandern